# Liubov Charkashyna
Liubov Viktorovna Charkashyna (belarús: Любоў Віктараўна Чаркашына; rus: Любовь Викторовна Черкашина, nascuda el 23 de desembre de 1987 a Brest) és una gimnasta rítmica individual belarussa. Ella és medallista de bronze olímpica de concurs complet en 2012, medallista d'or Europea de 2011 i en dues ocasions (2012, 2011) medallista de bronze en la Final de la Copa Mundial de concurs complet.

## Carrera
Charkashyna va començar a practicar gimnàstica rítmica a una edat més tardana, quan ella tenia 9 anys, va fer el seu debut internacional com a júnior en 2003. Ella va tenir una reeixida temporada guanyadora de bronze en 2007 en el Premi de la Gran Final en Insbruck, Àustria. Va competir als Jocs Olímpics d'Estiu de 2008 i es va col·locar 15 º en les qualificacions, però no va avançar als 10 rondes finals.

## Vida personal
Charkashyna està casada amb un exjugador de futbol de Belarús, Víctor Molashko.